# Java 4K Game Programming Contest
O Java 4K Game Programming Contest (ou simplesmente Java 4K ou J4K) é um campeonato informal, iniciado pela comunidade de programadores Java, para desenvolver e desafiar suas habilidades em programação. O objetivo do desafio é desenvolver o melhor jogo possível com apenas quatro kibibytes (4096 bytes).